# BAFTA (премия, 2022)
75-я церемония вручения наград премии BAFTA за заслуги в области британского и мирового кинематографа за 2021 год состоялась 13 марта 2022 года в концертном зале Альберт-холл в Лондоне. Номинанты были объявлены 3 февраля 2022 года. 14 января было объявлено, что ведущей церемонии станет актриса Ребел Уилсон.
Больше всего номинаций получил научно-фантастический эпос Дени Вильнёва «Дюна», который был представлен в одиннадцати категориях. Эта же картина получила большее количество наград на церемонии, удостоившись пяти побед в номинациях, таких как «Лучшая операторская работа», «Лучшая музыка к фильму», «Лучшая работа художника-постановщика», «Лучший звук» и «Лучшие визуальные эффекты».
В номинациях «Лучший фильм» и «Лучшая режиссура» победу одержал фильм «Власть пса», снятый в жанре вестерн режиссёра Джейн Кэмпион, который так же был представлен в восьми категориях. Победа Джейн Кэмпион стала всего лишь третьим случаем, когда награда за лучшую режиссуру досталась женщине, причём это произошло второй год подряд (в 2021 году в этой же номинации победила Хлоя Чжао).
Победу в номинации «Лучшая мужская роль» одержал Уилл Смит за роль в биографической картине «Король Ричард», до этого выиграв «Премию Гильдии киноактёров США» и «Золотой глобус». Он так же считается основным претендентом на «Оскар» за лучшую мужскую роль в 2022 году.
Неожиданностью для многих стала победа валлийской актрисы Джоанны Скэнлан за фильм «После любви» в номинации «Лучшая женская роль». Получая награду, первое, что она произнесла, было «C’mon!» (с англ. «Да ладно!»).
Награды за «Лучшую мужскую роль второго плана» и «Лучшая женскую роль второго плана» получили Трой Коцур за роль глухонемого отца в фильме «CODA: Ребёнок глухих родителей» и Ариана Дебос за роль Аниты в мюзикле Стивена Спилберга «Вестсайдская история». Каждый из них так же номинирован на «Оскар» в тех же категориях.
Мероприятие прошло в полноценном формате, впервые с начала пандемии COVID-19. Премия совпала с 60-летием «Бондианы», и в честь этой даты на церемонии открытия Ширли Бэсси спела песню «Diamonds Are Forever» из одноимённого фильма.

## Список лауреатов и номинантов
Количество наград/номинаций:
- 5/11: «Дюна»
- 2/8: «Власть пса»
- 2/3: «CODA: Ребёнок глухих родителей»
- 1/6: «Белфаст»
- 1/5: «Лакричная пицца», «Не время умирать»
- 1/4: «Король Ричард», «После любви»
- 1/3: «Сядь за руль моей машины»
- 1/2: «Лето соула», «Круэлла»
- 1/1: «Энканто», «Глаза Тэмми Фэй», «Тем сильнее они падут»
- 0/4: «Точка кипения», «Сирано», «Не смотрите наверх», «Идентичность»
- 0/3: «Французский вестник», «Дом Gucci», «Аллея кошмаров»
- 0/2: «Али и Ава», «Быть Рикардо», «Побег», «Рука Бога», «Прошлой ночью в Сохо», «Незнакомая дочь», «Худший человек на свете»

| Лауреаты выделены отдельным цветом. |

### Основные категории
| Категории                                | Лауреаты и номинанты |
| ---------------------------------------- | --- |
| Лучший фильм                             | • «Власть пса» / The Power of the Dog |
| Лучший фильм                             | • «Белфаст» / Belfast |
| Лучший фильм                             | • «Не смотрите наверх» / Don’t Look Up |
| Лучший фильм                             | • «Дюна» / Dune |
| Лучший фильм                             | • «Лакричная пицца» / Licorice Pizza |
| Лучший британский фильм                  | • «Белфаст» / Belfast |
| Лучший британский фильм                  | • «После любви» / After Love |
| Лучший британский фильм                  | • «Али и Ава» / Ali & Ava |
| Лучший британский фильм                  | • «Точка кипения» / Boiling point |
| Лучший британский фильм                  | • «Сирано» / Cyrano |
| Лучший британский фильм                  | • «Все говорят о Джейми» / Everybody’s Talking About Jamie |
| Лучший британский фильм                  | • «Дом Gucci» / House of Gucci |
| Лучший британский фильм                  | • «Прошлой ночью в Сохо» / Last Night in Soho |
| Лучший британский фильм                  | • «Не время умирать» / No Time To Die |
| Лучший британский фильм                  | • «Идентичность» / Passing |
| Лучший неанглоязычный фильм              | • «Сядь за руль моей машины» / ドライブ・マイ・カー |
| Лучший неанглоязычный фильм              | • «Рука Бога» / È stata la mano di Dio |
| Лучший неанглоязычный фильм              | • «Параллельные матери» / Madres paralelas |
| Лучший неанглоязычный фильм              | • «Маленькая мама» / Petite Maman |
| Лучший неанглоязычный фильм              | • «Худший человек на свете» / Verdens verste menneske |
| Лучшая режиссёрская работа               | • Джейн Кэмпион — «Власть пса» |
| Лучшая режиссёрская работа               | • Пол Томас Андерсон — «Лакричная пицца» |
| Лучшая режиссёрская работа               | • Одри Диван — «Событие» |
| Лучшая режиссёрская работа               | • Жюлия Дюкурно — «Титан» |
| Лучшая режиссёрская работа               | • Рюсукэ Хамагути — «Сядь за руль моей машины» |
| Лучшая режиссёрская работа               | • Алим Хан — «После любви» |
| Лучшая мужская роль                      | • Уилл Смит — «Король Ричард» |
| Лучшая мужская роль                      | • Адель Ахтар — «Али и Ава» |
| Лучшая мужская роль                      | • Махершала Али — «Лебединая песня» |
| Лучшая мужская роль                      | • Бенедикт Камбербэтч — «Власть пса» |
| Лучшая мужская роль                      | • Леонардо Ди Каприо — «Не смотрите наверх» |
| Лучшая мужская роль                      | • Стивен Грэм — «Точка кипения» |
| Лучшая женская роль                      | • Джоанна Скэнлэн — «После любви» |
| Лучшая женская роль                      | • Леди Гага — «Дом Gucci» |
| Лучшая женская роль                      | • Алана Хаим — «Лакричная пицца» |
| Лучшая женская роль                      | • Эмилия Джонс — «CODA: Ребёнок глухих родителей» |
| Лучшая женская роль                      | • Ренате Реинсве — «Худший человек на свете» |
| Лучшая женская роль                      | • Тесса Томпсон — «Идентичность» |
| Лучшая мужская роль второго плана        | • Трой Коцур — «CODA: Ребёнок глухих родителей» |
| Лучшая мужская роль второго плана        | • Майк Файст — «Вестсайдская история» |
| Лучшая мужская роль второго плана        | • Киаран Хайндс — «Белфаст» |
| Лучшая мужская роль второго плана        | • Вуди Норман — «Камон Камон» |
| Лучшая мужская роль второго плана        | • Джесси Племонс — «Власть пса» |
| Лучшая мужская роль второго плана        | • Коди Смит-Макфи — «Власть пса» |
| Лучшая женская роль второго плана        | • Ариана Дебос — «Вестсайдская история» |
| Лучшая женская роль второго плана        | • Катрина Балф — «Белфаст» |
| Лучшая женская роль второго плана        | • Джесси Бакли — «Незнакомая дочь» |
| Лучшая женская роль второго плана        | • Энн Дауд — «Исповедь» |
| Лучшая женская роль второго плана        | • Онжаню Эллис — «Король Ричард» |
| Лучшая женская роль второго плана        | • Рут Негга — «Идентичность» |
| Лучший оригинальный сценарий             | • Пол Томас Андерсон — «Лакричная пицца» |
| Лучший оригинальный сценарий             | • Аарон Соркин — «Быть Рикардо» |
| Лучший оригинальный сценарий             | • Кеннет Брана — «Белфаст» |
| Лучший оригинальный сценарий             | • Адам Маккей — «Не смотрите наверх» |
| Лучший оригинальный сценарий             | • Зак Бэйлин — «Король Ричард» |
| Лучший адаптированный сценарий           | • Шан Хейдер — «CODA: Ребёнок глухих родителей» (на основе сценария фильма «Семейство Белье» от Виктории Бедос, Тома Бидегена, Станисла Карре де Мальберга и Эрика Лартигау) |
| Лучший адаптированный сценарий           | • Рюсукэ Хамагути и Такамаса Оэ — «Сядь за руль моей машины» (по мотивам одноимённого рассказа Харуки Мураками)                                                              |
| Лучший адаптированный сценарий           | • Джон Спэйтс, Дени Вильнёв и Эрик Рот — «Дюна» (на основе одноимённого романа Фрэнка Герберта)                                                                              |
| Лучший адаптированный сценарий           | • Мэгги Джилленхол — «Незнакомая дочь» (на основе одноимённого романа Элены Ферранте)                                                                                        |
| Лучший адаптированный сценарий           | • Джейн Кэмпион — «Власть пса» (по мотивам одноимённого романа Томаса Сэведжа)                                                                                               |
| Лучший анимационный полнометражный фильм | • «Энканто» / Encanto (Джаред Буш, Байрон Ховард, Иветт Мерино и Кларк Спенсер)                                                                                              |
| Лучший анимационный полнометражный фильм | • «Побег» / Flee (Йонас Поэр Расмуссен, Моника Хеллстром, Син Бёрг Соренсен и Шарлотта де ла Гурнери)                                                                        |
| Лучший анимационный полнометражный фильм | • «Лука» / Luca (Энрико Касароса и Андреа Уоррен) |
| Лучший анимационный полнометражный фильм | • «Митчеллы против машин» / The Mitchells vs. the Machines (Майкл Рианда, Фил Лорд, Кристофер Миллер и Курт Альбрехт)                                                        |

### Другие категории
| Категории                  | Лауреаты и номинанты                                                                                     |
| -------------------------- | --- |
| Лучшая музыка к фильму     | • Ханс Циммер — «Дюна»                                                                                   |
| Лучшая музыка к фильму     | • Дэниел Пембертон — «Быть Рикардо»                                                                      |
| Лучшая музыка к фильму     | • Николас Брителл — «Не смотрите наверх»                                                                 |
| Лучшая музыка к фильму     | • Александр Деспла — «Французский вестник»                                                               |
| Лучшая музыка к фильму     | • Джонни Гринвуд — «Власть пса»                                                                          |
| Лучшая операторская работа | • Грег Фрэйзер — «Дюна»                                                                                  |
| Лучшая операторская работа | • Дан Лаустсен — «Аллея кошмаров»                                                                        |
| Лучшая операторская работа | • Линус Сандгрен — «Не время умирать»                                                                    |
| Лучшая операторская работа | • Ари Вегнер — «Власть пса»                                                                              |
| Лучшая операторская работа | • Брюно Дельбоннель — «Макбет»                                                                           |
| Лучшие визуальные эффекты  | • Пол Ламберт, Тристан Майлз, Брайан Коннор и Герд Нефзер — «Дюна»                                       |
| Лучшие визуальные эффекты  | • Свен Джиллберг, Брайан Грилл, Никос Калайтзидис и Дэн Судик — «Главный герой»                          |
| Лучшие визуальные эффекты  | • Аарон Болгард, Шина Дуггал, Пьер Лефебвре и Алессандро Онгаро — «Охотники за привидениями: Наследники» |
| Лучшие визуальные эффекты  | • Том Дибенам, Хью Джей Эванс, Дэн Гласс и Джей Д. Швальм — «Матрица: Воскрешение»                       |
| Лучшие визуальные эффекты  | • Чарли Нобель, Джоэл Грин, Джонатан Фоукнер и Крис Корбауд — «Не время умирать»                         |
| Лучший грим и причёски     | • Линда Доудс, Стефани Ингрэм и Джастин Рейли — «Глаза Тэмми Фэй»                                        |
| Лучший грим и причёски     | • Надия Стейси, Наоми Донн и Джулия Вернон — «Круэлла»                                                   |
| Лучший грим и причёски     | • Алессандро Бертолаззи и Шан Миллер — «Сирано»                                                          |
| Лучший грим и причёски     | • Дональд Моват, Лав Ларсон и Ева вон Бар — «Дюна»                                                       |
| Лучший грим и причёски     | • Горан Ландстром, Анна Керин Лок и Фредерик Аспирас — «Дом Gucci»                                       |
| Лучшая работа художника    | • Патрик Вермитт (постановщик), Сюзанна Сипос (декоратор) — «Дюна»                                       |
| Лучшая работа художника    | • Сара Гринвуд (постановщик), Кэти Спенсер (декоратор) — «Сирано»                                        |
| Лучшая работа художника    | • Адам Стокхаузен (постановщик), Рена ДеАнджело (декоратор) — «Французский вестник»                      |
| Лучшая работа художника    | • Тамара Деверелл (постановщик), Шейн Вио (декоратор) — «Аллея кошмаров»                                 |
| Лучшая работа художника    | • Адам Стокхаузен (постановщик), Рена ДеАнджело (декоратор) — «Вестсайдская история»                     |
| Лучший дизайн костюмов     | • Дженни Беван — «Круэлла»                                                                               |
| Лучший дизайн костюмов     | • Массимо кантини Паррини и Жаклин Дюрран — «Сирано»                                                     |
| Лучший дизайн костюмов     | • Жаклин Уэст и Роберт Морган — «Дюна»                                                                   |
| Лучший дизайн костюмов     | • Милена Канонеро — «Французский вестник»                                                                |
| Лучший дизайн костюмов     | • Луис Секера — «Аллея кошмаров»                                                                         |
| Лучший монтаж              | • Том Кросс и Эллиот Грэм — «Не время умирать»                                                           |
| Лучший монтаж              | • Уна Ни Донхайле — «Белфаст»                                                                            |
| Лучший монтаж              | • Джо Уолкер — «Дюна»                                                                                    |
| Лучший монтаж              | • Энди Юргенсен — «Лакричная пицца»                                                                      |
| Лучший монтаж              | • Джошуа Л. Пирсон — «Лето соула»                                                                        |
| Лучший звук                | • Мак Рут, Марк Манджини, Тео Грин, Даг Хэмфилл и Рон Бартлетт — «Дюна»                                  |
| Лучший звук                | • Тим Кавагин, Дэн Морган, Колин Николсон и Джулиан Слейтер — «Прошлой ночью в Сохо»                     |
| Лучший звук                | • Саймон Хейс, Оливия Тарни, Джеймс Харрисон, Пол Мэсси и Марк Тейлор — «Не время умирать»               |
| Лучший звук                | • Эрик Аадал, Майкл Бароски, Брэндон Проктор и Итан Ван дер Рин — «Тихое место 2»                        |
| Лучший звук                | • Тодд Мэйтленд, Гэри Ридстром, Брайан Чамни, Энди Нельсон и Шон Мёрфи — «Вестсайдская история»          |
| Лучший кастинг             | • Синди Толан — «Вестсайдская история»                                                                   |
| Лучший кастинг             | • Кэролайн Маклеод — «Точка кипения»                                                                     |
| Лучший кастинг             | • Фрэнсис Мейзер — «Дюна»                                                                                |
| Лучший кастинг             | • Массимо Аполлони и Аннамария Самбукко — «Рука Бога»                                                    |
| Лучший кастинг             | • Рич Делия и Эви Кауфман — «Король Ричард»                                                              |
| Восходящая звезда          | • Лашана Линч                                                                                            |
| Восходящая звезда          | • Ариана Дебос                                                                                           |
| Восходящая звезда          | • Харрис Дикинсон                                                                                        |
| Восходящая звезда          | • Миллисент Симмондс                                                                                     |
| Восходящая звезда          | • Коди Смит-Макфи                                                                                        |